# Daheshismo
Daheshismo (in arabo الداهشية) è un messaggio spirituale dato, nel 1942, dal Dr. Dahesh nato a Gerusalemme il 1º giugno 1909 (vero nome Salim Moussa Achi).
Il 23 marzo 1942, all'età di trentatré anni, il dottor Dahesh ("Dahesh" in arabo significa "sbalorditivo") proclamò a Beirut un messaggio spirituale in cui invitava tutte le persone ad abbracciare gli ideali, l'essenza della loro religioni, non riducendo la loro fede a manifestazioni esteriori di riti e pratiche di tipo pagano. Dichiarò la sua convinzione che gli umani, come tutte le altre creature sulla Terra, siano soggetti a un sistema di leggi cosmiche.
Le giuste dispensazioni di questo sistema spirituale distribuiscono agli umani la loro reincarnazione sulla Terra, o in altri mondi, secondo i loro desideri. Questo ciclo di reincarnazione avrà fine solo quando raggiungeranno la trascendenza spirituale di propria spontanea volontà, integrandosi nel mondo spirituale.

## Credenze
Proclamato da Salim Moussa Achi ("Dottor Dahesh") il 23 marzo 1942, il Daheshismo è una dottrina spirituale i cui principi sono costruiti attorno alla fede in un Dio profondamente misterioso, non antropomorfo, sempre presente e vigile. Il daheshismo insegna che tutti i maggiori profeti (ad es. Abramo, Mosè, Davide, Buddha, Gesù e Maometto) emanarono dalla stessa fonte nota come Cristo. Tuttavia, e secondo una direttiva scritta dal dottor Dahesh, un Daheshista è obbligato a rispettare l'idea di Dio di altre culture, ad astenersi dal fare proselitismo e a non impegnarsi in alcun tipo di coercizione. Il Daheshismo crede nella correlazione intrinseca tra tutte le principali religioni: mentre il Daheshismo implica una "Unità di Religioni", riconosce la necessità di quelle diverse. Da una prospettiva daheshista, un cristiano, per esempio, deve solo diventare un cristiano migliore.
Un Daheshista crede che tutta la creazione sia distribuita su un universo multidimensionale diviso in tre regni principali, ciascuna divisa in 150 livelli.
I 150 livelli massimi costituiscono il Mondo degli Spiriti, noto anche come I Mondi Divini. Il più alto, o più puro di questi Mondi Divini, è chiamato I Cieli, il regno di Dio Onnipotente.
I daheshisti credono che, poiché nessuno può trasgredire certi limiti, la prospettiva di scrutare nel regno di Dio è quindi impossibile.
Il regno degli Spiriti comprende 150 livelli; all'interno di questi livelli abitano gli Spiriti. Da questi Spiriti, si estende una rete di firme energetiche note ai Daheshisti come Fluidi Spirituali, in vari gradi di altezza e profondità, formando due regni successivi conosciuti come Paradiso e Inferno, ciascuno diviso in 150 livelli.
I Fluidi Spirituali sono quindi i mattoni fondamentali dell'energia senziente, così come il tessuto e la coscienza nascosta dei regni del Paradiso e dell'Inferno.
I daheshisti credono nell'esistenza di un equo sistema di giustizia universale che permetta ai Fluidi Spirituali di tutta la materia vivente, e allo stesso modo non vivente, di lasciare un piano di esistenza e reincarnarsi in un altro, secondo le loro azioni e tendenze. È attraverso questi numerosi cicli di reincarnazione che ai Fluidi Spirituali viene data l'opportunità di purificarsi per materializzarsi in mondi progressivamente migliori, con l'obiettivo finale di diventare uno con Dio.
Per un Daheshista, per quanto triste e tragico possa sembrare spesso, la morte non è che una transizione da una realtà a un'altra il cui ambiente e le cui circostanze che attendono sono le conseguenze dirette dei propri pensieri e delle proprie azioni.
Il daheshismo è riassunto nei seguenti cinque punti:
- L'esistenza e l'immortalità dello spirito.
- I Fluidi Spirituali formano la trama dell'universo e la sostanza delle sue creature.
- Causalità spirituale e giusta ricompensa. (karma)
- Reincarnazione.
- L'unità essenziale di tutte le religioni.

I daheshisti credono che il dottor Dahesh fosse, in parte, una materializzazione di un fluido spirituale da IL CRISTO, la fonte di tutti i profeti, inclusi Gesù Cristo e Mosè.

## Letteratura
Il Dahesh Heritage Center e The Daheshist Publishing Company, con sede a Broadway, New York, pubblicano molti libri relativi alla letteratura del Dr. Dahesh, Storia del Daheshismo, credenze e notizie, e letteratura legata all'arte poiché il Dr. Dahesh era un appassionato collezionista d'arte. La sua collezione d'arte è raccolta nel Dahesh Museum of Art di New York.
La Daheshist Publishing Company pubblica anche la rivista trimestrale Dahesh Voice (in arabo صوت داهش) in inglese e arabo.